# Düren
Düren (en fráncico ripuario, Düre) es una ciudad alemana del estado de Renania del Norte-Westfalia que se sitúa entre Colonia y Aquisgrán, en el margen norte del río Eifel, cerca de las fronteras con Holanda y Bélgica. Tiene cerca de 90.000 habitantes y es la capital del Distrito de Düren, además de pertenecer a la Eurorregión Mosa-Rin.

## Geografía
La ciudad de Düren se encuentra entre los ríos Rin y Mosa, en la margen norte del Eifel. Por su acceso desde el Rur hacia el norte también se la conoce como La puerta del Nordeifel. Es conocida por su rica historia de más de 1300 años y su industria moderna.

## Clima
Climatologicamente la localidad se halla en una zona de transición entre los climas continental y oceánico. Predomina el viento del oeste y las lluvias se reparten durante todo el año aunque alcanzando poco más de 600 m³, siendo junio y julio los meses más lluviosos, mientras que febrero y septiembre son los más secos.
La temperatura media mensual más alta es de 17 °C en julio

## Historia moderna
Posesión del duque Guillermo de Jülich-Cléveris-Berg, en 1543 fue ocupada y saqueada por las tropas del emperador Carlos, debido a su enfrentamiento por el Ducado de Güeldres. Fue de nuevo ocupada por las tropas españolas en 1614 durante la crisis de la sucesión de Juliers-Cléveris. Arrasada por las tropas calvinistas de Hesse-Kassel en 1642.

## Segunda Guerra Mundial
En la fase final de la guerra, poco antes de la llegada de los aliados,el 16 de noviembre de 1944, la ciudad fue bombardeada durante más de media hora por 474 bombarderos ingleses. Quedó totalmente devastada, destruyéndose más de un 99 por ciento de sus edificios y siendo una de las ciudades alemanas más afectadas de la guerra en este aspecto. Para entonces ya había sido evacuada, pero muchos ciudadanos prefirieron permanecer en ella y hubo más de 3000 muertos tras el bombardeo aliado del 14 de noviembre de 1944.

## Deporte
- El 1. FC Düren es el equipo de la ciudad de Düren, actualmente juega en la Regionalliga y compite en la DFB-Pokal, su estadio el Westkampfbahn.

Escudo del 1. FC Düren

## Personalidades
- Peter Gustav Lejeune Dirichlet
- Hermann Heinrich Gossen
- Deniz Naki
- Harald Schumacher